# 7613 ʻAkikiki
7613 ʻAkikiki è un asteroide della fascia principale. Scoperto nel 1996, presenta un'orbita caratterizzata da un semiasse maggiore pari a 3,2346813 au e da un'eccentricità di 0,1316371, inclinata di 2,10668° rispetto all'eclittica.
L'asteroide era stato inizialmente battezzato 7613 ʻakikiki per poi essere corretto nella denominazione attuale.
L'asteroide è dedicato all'Oreomystis bairdi, tramite il suo nome comune, una specie di uccelli passeriformi delle isole Hawaii. Il nome è stato suggerito da Prakash Vaithyanathan, insegnante indiano di liceo.